# Ulmus parvifolia
Ulmus parvifolia — вид квіткових рослин з родини в'язових (Ulmaceae). Поширення: Північно-Центральний, Південно-Центральний і Південно-Східний Китай, Японія, Корея, Тайвань, В'єтнам; культивується в США, ПАР та ін.

## Біоморфологічна характеристика
Це дерево заввишки до 25 метрів, в діаметрі до 100 см, листопадне; корона широкоокругла. Кора від сірої до сірувато-коричневої, ± гладка, відшаровується на неправильні лускоподібні пластівці. Гілочки темно-коричневі, густо запушені в молодому віці, ніколи не крилаті. Ніжка листка 2–6 мм, запушена. Листкова пластинка від ланцетно-яйцеподібної до вузькоеліптичної, пластинка з двох боків середньої жилки неоднакова за довжиною та шириною, 2.5–5 × 1–2 см, товста, знизу горохово-зелена та запушена в молодому віці, зверху темно-зелена, блискуча та запушена лише на середній жилці, основа коса, край тупо- та нерівномірно просто пилчастий, верхівка від гострої до тупої; середня жилка вдавлена; вторинні жилки 10–15 з кожного боку середньої жилки. Суцвіття зібрані в пучки, 3–6-квіткові. Оцвітина лійчаста; листочків оцвітини 4. Крилатки від рудувато-коричневих до коричневих, іноді темно-червоно-коричневі, від еліптичних до овально-еліптичних, 10–13 × 6–8 мм, голі, за винятком запушення на рильцеподібній поверхні у виїмці; ніжка 1–3 мм, коротша за оцвітину, рідко запушена; оцвітина стійка або пізно опадає. Насіння в центрі або ближче до верхівки крилатки. Період цвітіння та плодіння: серпень — жовтень. 2n = 28.

## Середовище
Зростає на висотах нижче 800 метрів.

## Галерея

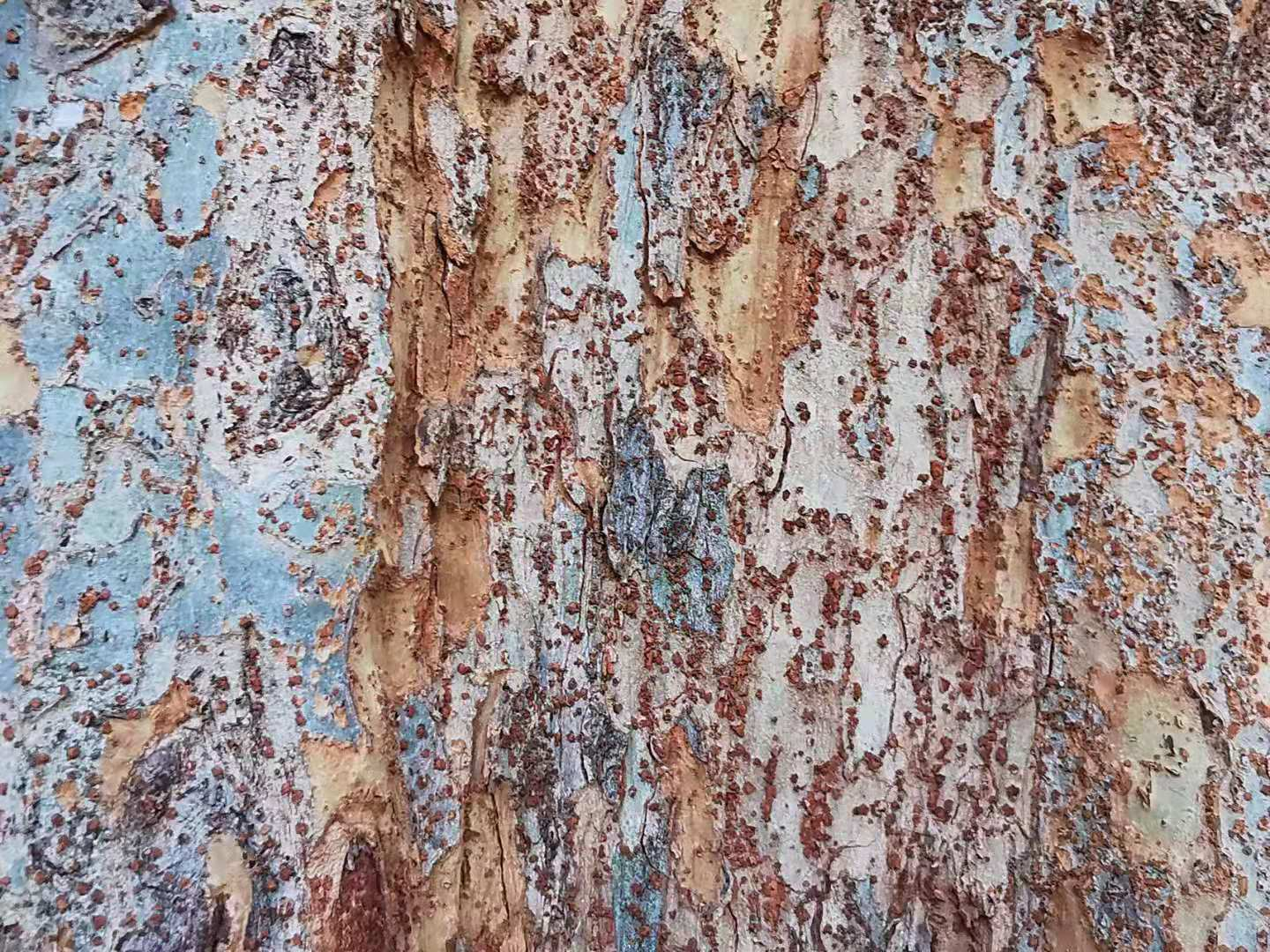
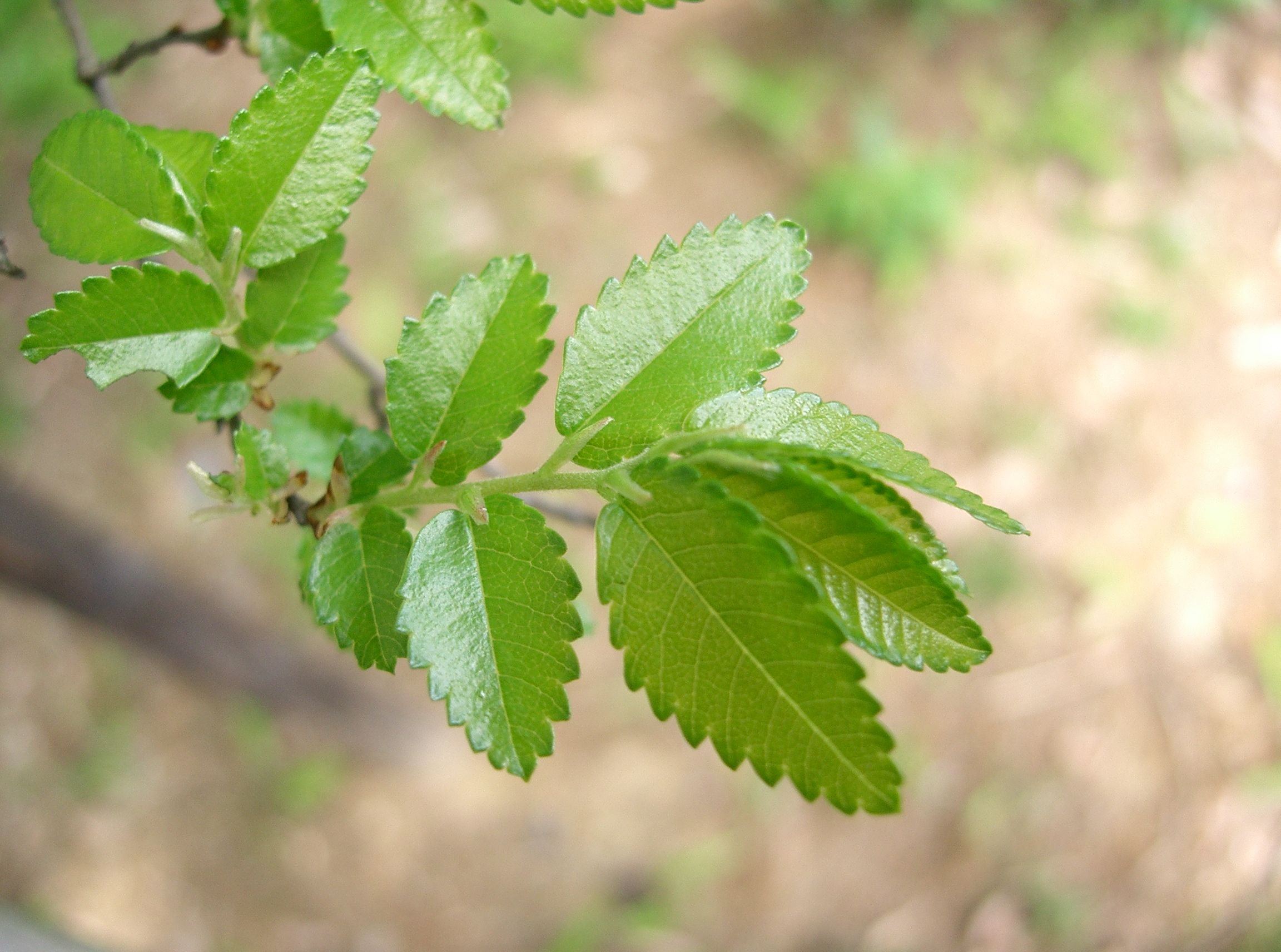